# Lake Annis
Lake Annis är en sjö i Kanada.   Den ligger i provinsen Nova Scotia, i den sydöstra delen av landet, 800 km öster om huvudstaden Ottawa. Lake Annis ligger 44 meter över havet. Arean är 1,8 kvadratkilometer. Den sträcker sig 2,4 kilometer i nord-sydlig riktning, och 1,7 kilometer i öst-västlig riktning.
I omgivningarna runt Lake Annis växer i huvudsak blandskog. Runt Lake Annis är det glesbefolkat, med 15 invånare per kvadratkilometer.